# مقاطعة كولومبيا (أركنساس)
مقاطعة كولومبيا (بالإنجليزية: Columbia County)‏ هي إحدى مقاطعات ولاية أركنساس في الولايات المتحدة الأمريكية.